# Boxe nos Jogos Europeus de 2019
As competições de boxe nos Jogos Europeus de 2019 foram realizados no Palácio Esportivo de Uruchie,  em Minsk, na Bielorrússia, entre 21 a 30 de junho de 2019. Foram disputados 15 eventos.

## Calendário
| Junho | 21 | 22 | 23 | 24 | 25 | 26 | 27 | 28 | 29 | 30 |
| ----- | -- | -- | -- | -- | -- | -- | -- | -- | -- | -- |
| Boxe  | ●  | ●  | ●  | ●  | ●  | ●  |    | ●  | 7  | 8  |

|  | Dia de competição |  | Dia de final |

## Qualificação
Houve uma atribuição nominal de 316 vagas de cota de atletas (256 homens, 60 mulheres) para o boxe nos Jogos Europeus de 2019. Para o torneio masculino, cada Comitê Olímpico Nacional (CON) pode inscrever um atleta por categoria. Para o torneio feminino, a qualificação foi limitada a uma atleta por categoria e determinada na seguinte ordem:
- Lista do Ranking Mundial da AIBA em dezembro de 2018
- Campeonato Europeu Feminino de Boxe Amador de 2018 (para competidores não classificados)
- Campeonato Mundial Feminino de Boxe da AIBA de 2018 (para competidores não classificadas não envolvidas no Campeonato Europeu)

Como CON anfitrião, a Bielorrússia teve vagas garantidas para atletas em todas as quinze categorias.

## Resultados

### Masculino
| Evento                               | Ouro                              | Prata                                  | Bronze                                                          |
| ------------------------------------ | --------------------------------- | -------------------------------------- | --------------------------------------------------------------- |
| Mosca ligeiro (–49 kg) Detalhes      | Arthur Hovhannisyan ARM Armênia   | Sakhil Alakhverdovi GEO Geórgia        | Regan Daly IRL Irlanda Federico Serra ITA Itália                |
| Mosca (–52 kg) Detalhes              | Gabriel Escobar ESP Espanha       | Daniel Asenov BUL Bulgária             | Manuel Cappai ITA Itália Galal Yafai GBR Grã-Bretanha           |
| Galo (–56 kg) Detalhes               | Kurt Walker IRL Irlanda           | Mykola Butsenko UKR Ucrânia            | Peter McGrail GBR Grã-Bretanha Sharafa Raman GER Alemanha       |
| Ligeiro (–60 kg) Detalhes            | Dzmitry Asanau BLR Bielorrússia   | Gabil Mamedov RUS Rússia               | Karen Tonakanyan ARM Armênia Otar Eranosyan GEO Geórgia         |
| Meio médio ligeiro (–64 kg) Detalhes | Hovhannes Bachkov ARM Armênia     | Sofiane Oumiha FRA França              | Enrico Lacruz NED Países Baixos Luke McCormack GBR Grã-Bretanha |
| Meio médio (–69 kg) Detalhes         | Pat McCormack GBR Grã-Bretanha    | Khariton Agrba RUS Rússia              | Lorenzo Sotomayor AZE Azerbaijão Yevhenii Barabanov UKR Ucrânia |
| Médio (–75 kg) Detalhes              | Oleksandr Khyzhniak UKR Ucrânia   | Salvatore Cavallaro ITA Itália         | Andrej Csemez SVK Eslováquia Michael Nevin IRL Irlanda          |
| Meio pesado (–81 kg) Detalhes        | Loren Alfonso AZE Azerbaijão      | Benjamin Whittaker GBR Grã-Bretanha    | Simone Fiori ITA Itália Gor Nersesyan ARM Armênia               |
| Pesado (–91 kg) Detalhes             | Muslim Gadzhimagomedov RUS Rússia | Uladzislau Smiahlikau BLR Bielorrússia | Toni Filipi CRO Croácia Cheavon Clarke GBR Grã-Bretanha         |
| Super pesado (+91 kg) Detalhes       | Victor Vykhryst UKR Ucrânia       | Mourad Aliev FRA França                | Marko Milun CRO Croácia Nelvie Tiafack GER Alemanha             |

### Feminino
| Evento                       | Ouro                           | Prata                             | Bronze                                                     |
| ---------------------------- | ------------------------------ | --------------------------------- | ---------------------------------------------------------- |
| Mosca (–51 kg) Detalhes      | Buse Naz Çakıroğlu TUR Turquia | Svetlana Soluianova RUS Rússia    | Sandra Drabik POL Polônia Gabriela Dimitrova BUL Bulgária  |
| Galo (–57 kg) Detalhes       | Stanimira Petrova BUL Bulgária | Michaela Walsh IRL Irlanda        | Jemyma Betrian NED Países Baixos Daria Abramova RUS Rússia |
| Ligeiro (–60 kg) Detalhes    | Mira Potkonen FIN Finlândia    | Kellie Harrington IRL Irlanda     | Anastasia Belyakova RUS Rússia Agnes Alexiusson SWE Suécia |
| Meio médio (–69 kg) Detalhes | Karolina Koszewska POL Polônia | Assunta Canfora ITA Itália        | Gráinne Walsh IRL Irlanda Nadine Apetz GER Alemanha        |
| Médio (–75 kg) Detalhes      | Lauren Price GBR Grã-Bretanha  | Nouchka Fontijn NED Países Baixos | Darima Sandakova RUS Rússia Elżbieta Wójcik POL Polônia    |

## Quadro de medalhas
| Ordem | País              | Medalha de ouro | Medalha de prata | Medalha de bronze | Total |
| ----- | ----------------- | --------------- | ---------------- | ----------------- | ----- |
| 1     | GBR Grã-Bretanha  | 2               | 1                | 4                 | 7     |
| 2     | UKR Ucrânia       | 2               | 1                | 1                 | 4     |
| 3     | ARM Armênia       | 2               |                  | 2                 | 4     |
| 4     | RUS Rússia        | 1               | 3                | 3                 | 7     |
| 5     | IRL Irlanda       | 1               | 2                | 3                 | 6     |
| 6     | BUL Bulgária      | 1               | 1                | 1                 | 3     |
| 7     | BLR Bielorrússia  | 1               | 1                |                   | 2     |
| 8     | POL Polônia       | 1               |                  | 2                 | 3     |
| 9     | AZE Azerbaijão    | 1               |                  | 1                 | 2     |
| 10    | ESP Espanha       | 1               |                  |                   | 1     |
|       | FIN Finlândia     | 1               |                  |                   | 1     |
|       | TUR Turquia       | 1               |                  |                   | 1     |
| 13    | ITA Itália        |                 | 2                | 3                 | 5     |
| 14    | FRA França        |                 | 2                |                   | 2     |
| 15    | NED Países Baixos |                 | 1                | 2                 | 2     |
| 16    | GEO Geórgia       |                 | 1                | 1                 | 2     |
| 17    | GER Alemanha      |                 |                  | 3                 | 3     |
| 18    | CRO Croácia       |                 |                  | 2                 | 2     |
| 19    | SVK Eslováquia    |                 |                  | 1                 | 1     |
|       | SWE Suécia        |                 |                  | 1                 | 1     |
| TOTAL | TOTAL             | 15              | 15               | 30                | 60    |